# Розповідь (мовознавство)
Розповідь — здійснення мовлення (як процес), наведення мовленнєвих висловлювань, один з основних видів розповідей.
Розповідь належить до числа «квантових» комунікативних одиниць, які раніше не привертали уваги дослідників мовної прагматики. Тим не менш, розповідь є повноцінним видом мовної діяльності, важливим компонентом людського спілкування і утворює специфічну комунікативну ситуацію. В повсякденному мовленні розповідь рідко буває представлена в чистому вигляді — вільною від реплік і зауважень, що не стосуються теми розповіді. В побутовій комунікації розповідь має багато перепитувань і уточнень.
В дослідженні розповіді доцільно оперувати поняттями  «канонічна/неканонічна ситуація розповіді». До компонентів, які створюють прагматичну ситуацію відносяться мовець, адресат, мовна дія, об’єкт розповіді і манера розповіді.
Розповідь являє собою адресовану мовну дію, тому її зміст повинен описуватись через відношення між мовцем і адресатом. В канонічній ситуації розповіді мовець і слухач виступають в однотипних ролях — товаришів, приятелів, друзів, знайомих. Існування товариських, невимушених відносин між особами створює передумову для виникнення ситуації розповіді.
Роль мовця в ситуації ведення розповіді визначається не тільки його відношенням до адресата, але і його зв’язком з тим, про що він розповідає. Мовець завжди розповідає тільки про те, що він знає. В канонічній ситуації мовець розповідає про деякий ланцюжок подій, що відбулись раніше до безпосереднього моменту мовлення, тому можна говорити, що мовець має можливість по-своєму представляти ланцюжок подій (чи то замовчувати, чи то насичувати розповідь деталями і подробицями). Об’єктом розповіді є завжди ті події, які відбулись у тому середовищі, куди входить мовець, тобто події, потенційним або реальним спостерігачем яких він міг бути в своєму мікросвіті.
Статус адресата неважко визначити зі сказаного вище. Для канонічної ситуації неофіційного товариського характеру стосунків між мовцем і адресатом, адресат отримує статус приналежності до деякого спільного з мовцем середовища (мікросвіту), тобто сфери, в якій локалізується їх життя.
Пресупозицією того, що розповідається, є або знання, або припущення мовця про те, що адресат теж належить до його мікросвіту. В інакшому випадку, коли ця пресупозиція відсутня, від мовця слід чекати іншої мовленнєвої поведінки, наприклад, інформування адресата про «закони» свого мікросвіту, мовленнєвої «розвідки» про смаки, погляди і схильності адресата.
Історія (ланцюжок подій) та її відтворення (виклад) розділені в часі, внаслідок чого розповідь не є спонтанним актом. Безпосередньо в мовленні може народжуватись лише спосіб передачі інформації, якщо вибір його не продуманий мовцем наперед.
При вивченні розповіді як виду комунікації важливо визначити де вона локалізована: всередині мікросвіту комунікантів чи поза ним. Розповідь про події і випадки свого власного життя приводить до формування у адресата бази фактичних знань про того, хто розповідає. Що ж до розповіді про третю особу, то її наслідком є виявлення збігів чи розбіжностей поглядів у комунікантів стосовно неї. Так розповідь сприяє утворенню у співбесідників загального фрагменту системи оцінок. Предметом розповіді (в неканонічній ситуації) може бути і об’єкт, локалізований поза мікросвітом комунікантів. Для успішності розповіді в цьому випадку важливо, щоб вона була цікавою для адресата. Для цього найкраще підходять захоплюючі, розважальні розповіді. При неблизьких стосунках між комунікантами пресупозиція про «розважальність» історії звичайно усвідомлюється мовцем; при товариських стосунках пресупозиція присутня несвідомо — в спілкуванні з близькою особою вважається, що все, про що б не говорилось, є цікавим для адресата.
Істотним аспектом прагматики розповіді є її манера, яка обумовлена конкретною особою, до якої звернена розповідь, і загальною стратегією мовця, яка визначається  комунікативним наміром (розвеселити, розжалобити, показати комізм чи трагізм ситуації). Загальна стратегія визначає вибір тієї чи іншої тональності в лексиці.
Відмітимо в стислій формі найважливіші риси розповіді: 1) неофіційний товариський характер відносин між комунікантами; 2) багатослівність, поширеність з вдаванням в деталі; 3) невимушеність мовлення – як наслідок з (1); 4) пресупозиція про попереднє знання об’єкта розповіді; 5) неспонтанність мовлення – як наслідок з (4); 6) пресупозиція про певну комунікативну цінність історії. Але це риси тільки «чистої» ситуації розповіді, які в реальному комунікативному процесі виконується не завжди. Канонічна ситуація може змінюватись в залежності від об’єкта мовлення і самих комунікантів. Наприклад, якщо мовець знає, що слухач не має достатніх відомостей про структуру середовища розповіді, то він включає в свою розповідь висловлювання, які повинні інформувати і роз’яснити. Тобто обов’язково наявна пресупозиція: знає адресат про об’єкт розповіді чи ні, чи цікаво йому про це знати, чи відносяться комуніканти до одного мікросвіту, який характер відносин між ними, і чи взагалі є потреба розмовляти на дану тему. Тобто, перед тим, як почати розповідь, мовець повинен визначити для себе цілий ряд пресупозицій, які характеризують ситуацію і визначають прагматичну сторону комунікативного акту.